# Per-Martin Hamberg

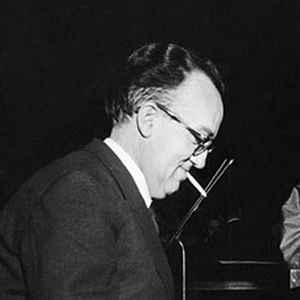
Per-Martin Hamberg SPA

Per-Martin Hamberg (geb. am 14. Juli 1912 in Grundsunda, Västernorrlands län; gest. am 11. Dezember 1974 in Lidingö) war ein schwedischer Komponist, Skriptverfasser, Regisseur, Schriftsteller und Radioproduzent.

## Leben
Per-Martin Hamberg wurde in Västernorrlands län geboren, kam aber schon 1915 im Alter von 3 Jahren nach Stugun in Jämtlands län, wo der Vater Pfarrer wurde. 
Hamberg machte 1932 in Östersunds Gymnasium Abitur. Er trat bereits während der Gymnasialzeit mit eigenen Melodien in lokalen Stadt-Revuen auf. Danach zog er nach Stockholm, wo er 1939 das Examen in Philosophie an Stockholms Hochschule ablegte. Schon während seiner Gymnasialzeit in Östersund war er mit Karin Juel (Musikerin) in Kontakt gekommen, und durch sie konnte er eine ganze Reihe Melodien veröffentlichen, u. a. Stora Skrällen (der große Knall – Text: Stig Järrel) und eine Ballade über den Fiedler des französischen Königs (Text: Fraan G. Bengtsson). Karin Juel setzte Hamberg auch häufig als ihre Piano-Begleitung ein. In seiner bekannten Melodie „Nu tänds åter ljuse i min lilla stad“ (Nun wird wieder das Licht in meiner kleinen Stadt entzündet) unter dem Pseudonym Erik Decker (Familienname seiner Mutter), beschrieb Hamberg seine Sehnsucht nach seiner alten Heimatstadt Östersund während seines 1. Jahres in Stockholm. 
Per-Martin Hamberg wurde 1945 bei AB Radiotjänst angestellt. Zwei Jahre später wurde er Chef der Unterhaltungsabteilung und reorganisierte die Radiounterhaltung. Das Programm, das dank Hamberg weiterentwickelt wurde, waren u. a. die Sendungen Föreningen för Flugighetens främjande (FFFF) mit u. a. Povel Ramel, Frukostklubben mit Sigge Fürst, Karusellen mit Lennart Hyland, und das lange laufende Tjugo frågor (Quiz) mit ihm selbst als Programm-Direktor und Astrid Lindgren, Stig Järrel und Kjell Stensson als Mitwirkende.  
Neben seiner Anstellung beim Radio leitete er schon seit der ersten Folge „Akta Huvet“ in Göteborg 1952 Knäppupps Revuen. 
Hamberg interessierte sich zeitig für das Medium TV und war Programmchef bei Sveriges Television von 1955 bis 1962, wo er die Sendungen Kvitt eller dubbelt und Stora famnen startete. Er überführte auch das populäre Radioprogramm Hylands hörna ins TV.  
Während seiner letzten Jahr beim TV arbeitete er in der Nachrichtenabteilung und als Chef des Aktuell. 
Per-Martin Hamberg hatte viele „Saiten auf seiner Leier“, und kurz vor seinem Tod veröffentlichte er seinen ersten Roman Kärleks ljuva plåga (der Liebe süße Plage), ein Roman über Magdalena Rudensköld. 
1962 schenkte er Jamtamot in Uppsala (Akademische Verbindung und Heimatkunde-Verein) die wertvolle Kopie einer Fangschere, die Ende des 18. Jahrhunderts gefertigt worden war, um das (Storsjöodjuret) „Grosse See-Monster“ zu fangen. Diese wurde dann während des Storsjöyran 1965 (Stadtfest und Musikfestival) ausgetauscht. Daher befindet sich das Original nun in Jamtamots Vereinslokal Kammarn in Norrlands Nation in Uppsala und die Kopie ist ausgestellt im Jamtli-Museum in Öresund. 
Hambergs Neffe Lars Hamberg, zu seiner Zeit die bekannteste Radiostimme bei Sveriges Radio in Malmö, war derjenige, der 1956 das Studenten-Orchester/Showorchester Phontrattarne in Uppsala gründete.
Per-Martin Hamberg war verheiratet mit Anna Maria Elisabeth Hamberg (1911–2000).

## Filmmusik
- 1944 Sabotage
- 1946 Kvinnor i väntrum (Frauen im Wartezimmer)
- 1947 Kvarterets olycksfågel (Des Viertels Unglücksvogel)
- 1948 Textilarna (Textilien)
- 1949 Pippi Langstrumpf
- 1950 Stjärnsmell i frukostklubben (Sternzusammenstoss im Frühstüvksklub)
- 1950 Mamma gör revolution (Mamma macht Revolution)
- 1951 Spöke på Semester (Geist im Urlaub)